# العلاقات اليابانية الساموية
العلاقات اليابانية الساموية هي العلاقات الثنائية التي تجمع بين اليابان وساموا.

## مقارنة بين البلدين
هذه مقارنة عامة ومرجعية للدولتين:
| وجه المقارنة                                              | اليابان         | ساموا                        |
| --------------------------------------------------------- | --------------- | ---------------------------- |
| المساحة (كم2)                                             | 377.97 ألف      | 2.84 ألف                     |
| عدد السكان (نسمة)                                         | 126.79 مليون    | 196.44 ألف                   |
| الكثافة السكانية (ن./كم²)                                 | 335.45          | 69.17                        |
| العاصمة                                                   | طوكيو           | أبيا                         |
| اللغة الرسمية                                             | اللغة اليابانية | لغة إنجليزية، اللغة الساموية |
| العملة                                                    | ين ياباني       | تالا ساموي                   |
| الناتج المحلي الإجمالي (بليون دولار)                      | 4.87 تريليون    | 856.63 مليون                 |
| الناتج المحلي الإجمالي (تعادل القوة الشرائية) بليون دولار | 5.18 تريليون    | 1.15 مليار                   |
| الناتج المحلي الإجمالي الاسمي للفرد دولار أمريكي          | 34.52 ألف       | 3.94 ألف                     |
| الناتج المحلي الإجمالي للفرد دولار أمريكي                 | 36.62 ألف       | 5.79 ألف                     |
| مؤشر التنمية البشرية                                      | 0.903           | 0.702                        |
| رمز المكالمات الدولي                                      | +81             | +685                         |
| رمز الإنترنت                                              | .jp             | .ws                          |
| المنطقة الزمنية                                           | توقيت اليابان   | ت ع م+13:00                  |

## منظمات دولية مشتركة
يشترك البلدان في عضوية مجموعة من المنظمات الدولية، منها:
| علم المنظمة | اسم المنظمة                               | تاريخ انضمام اليابان | تاريخ انضمام ساموا |
| ----------- | ----------------------------------------- | -------------------- | ------------------ |
|             | يونسكو                                    | 2 يوليو 1951         | 3 أبريل 1981       |
|             | مؤسسة التمويل الدولية                     | 20 يوليو 1956        | 28 يونيو 1974      |
|             | المركز الدولي لتسوية المنازعات الاستشارية | 16 سبتمبر 1967       | 25 مايو 1978       |
|             | بنك التنمية الآسيوي                       | 1966                 | 1966               |
|             | منظمة حظر الأسلحة الكيميائية              | ?                    | ?                  |
|             | مؤسسة التنمية الدولية                     | 27 ديسمبر 1960       | 28 يونيو 1974      |
|             | منظمة التجارة العالمية                    | ?                    | ?                  |
|             | وكالة ضمان الاستثمار متعدد الأطراف        | 12 أبريل 1988        | 27 سبتمبر 2002     |
|             | الاتحاد البريدي العالمي                   | ?                    | ?                  |
|             | الاتحاد الدولي للاتصالات                  | 29 يناير 1879        | 7 أكتوبر 1988      |
|             | منظمة الشرطة الجنائية الدولية             | ?                    | ?                  |
|             | الأمم المتحدة                             | 18 ديسمبر 1956       | 15 ديسمبر 1976     |
|             | البنك الدولي للإنشاء والتعمير             | 13 أغسطس 1952        | 28 يونيو 1974      |

## وصلات خارجية
- موقع وزارة الخارجية اليابانية